# Proljev
Proljev predstavlja povećanje obujma i sadržaja ili učestalosti pražnjenja crijeva. Vrlo je često samo simptom neke ozbiljnije bolesti i bolesnog stanja (Crohnova bolest, ulcerozni kolitis, crijevna zarazne bolest), a ponekad je ipak samo privremeni problem. Postoji više oblika proljeva (akutni i kronični) u ovisnosti o uzroku:

## Osmotski proljev
Osmotski proljev se javlja kada neke tvari koje se slabo ili nimalo apsorbiraju dospiju u većoj mjeri u crijeva. One osmotski navlače veće količine vode uzrokujući proljev. Takve tvari jesu:
- šećeri (laktoza iz mlijeka)
- organske kiseline (vinska, jabučna, limunska kiselina)
- polialkoholi (sorbitol, manitol)
- anorganske soli (magnezijeve soli)

Nepodnošljivost mlijeka proizlazi iz manjka enzima laktoze koja laktozu iz mlijeka prevodi u glukozu (koja se apsorbira). Neapsorbirana laktoza dolazi u debelo crijevo gdje je laktobakterije razgrađuju u mliječnu kiselinu. Mliječna kiselina, nadalje, izaziva proljev.

## Sekretorni proljev
Proljev zbog izlučivanja javlja se kada tanko i debelo crijevo izlučuju soli i vodu u feces. Takvo stanje je karakteristično za crijevne zaraze. Primjerice, toksin kolere izaziva izrazito jak proljev koji može vrlo brzo dovesti do smrti zbog dehidracije. 

## Malapsorpcija
Sindromi loše apsorpcije (malapsorpcija) jesu stanja kada osoba ne može normalno probaviti hranu pa dolazi do proljeva osmotske naravi. Primjerice, celijakija je jedna od takvih malapsorpcija a nastaje zbog nemogućnosti probave glutena iz pšenice.

## Upalni proljev
Eksudativni proljev nastaje kada je sluznica debelog crijeva upaljena s ulkusima, krvarenjima, pa otpušta sluz, krv, i druge tekućine u lumen debelog crijeva. Taj tip uzrokuju bolesti kao što su ulcerozni kolitis, Crohnova bolest, pseudomembranozni kolitis i sl.

## Motalitetni proljev
Oštećen motilitet debelog crijeva također može izazvati proljev. Sadržaj se ne zadržava u dovoljnoj mjeri u debelom crijevu pa se voda, jednostavno, ne stigne apsorbirati u dovoljnoj mjeri.

## Ostali uzroci proljeva
Poremećaj crijevne flore. Debelo crijevo je normalno nastanjeno prirodnom nepatogenom bakterijskom florom koje razgrađuju ostatke hrane i ne dopuštaju nastanjivanje patogenih bakterija. Međutim, kod određenih okolnosti (uzimanje antibiotika) dolazi do poremećaja crijevne flore što dovodi do proljeva.